# Sommerland
Sommerland ist eine Gemeinde im Kreis Steinburg in Schleswig-Holstein.

## Geografie

### Geografische Lage
Das Gemeindegebiet von Sommerland erstreckt sich als ländliche Marschengemeinde im Naturraum Holsteinische Elbmarschen (Haupteinheit Nr. 697) etwa 9 km nordwestlich von Elmshorn und 8 km östlich von Glückstadt.

### Gemeindegliederung
Im Gemeindegebiet liegen die Ortschaften Brunsholt, Dückermühle, Grönland, Kamerland und Siethwende.

#### Grönland
Die Straßensiedlung Grönland (Gronlande) wurde zusammen mit dem Kirchspiel Schönmoor, das heute zu Süderau gehört, im Jahre 1293 erstmals erwähnt. Ab Mitte des 17. Jahrhunderts bildete Grönland zusammen mit dem 1312 erstmals erwähnten Sommerland (Zomerlande) eine selbständige Ortschaft. Beide Orte waren über den Marschmoorweg mit der Grafschaft Pinneberg verbunden, zu der sie gehörten.

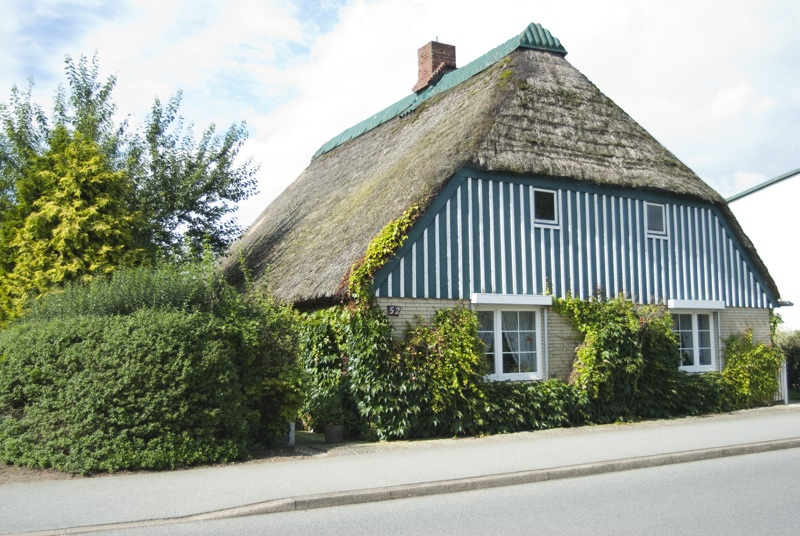
Straßenbild Grönland
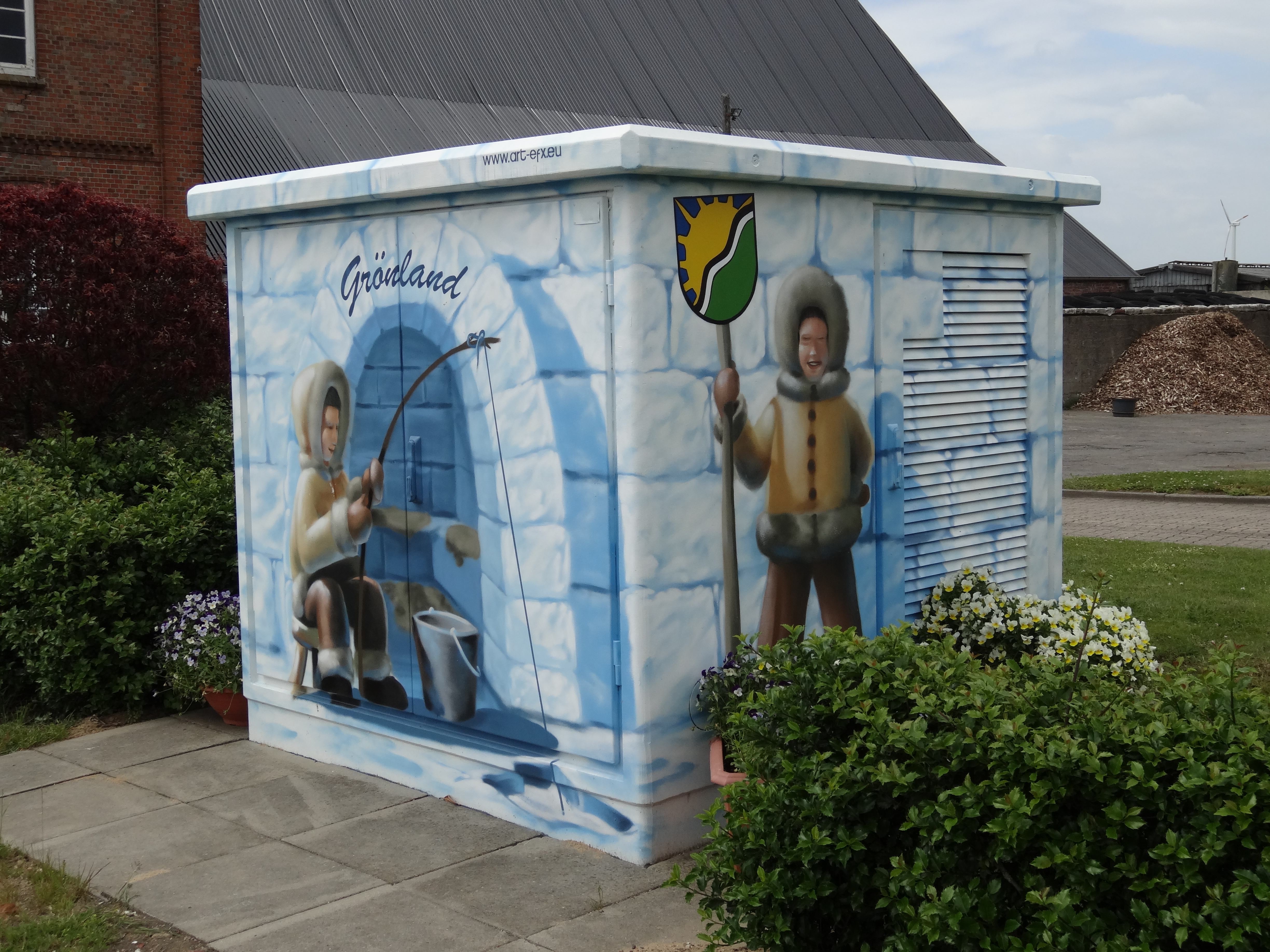
Transformatorenstation

#### Kamerland
Zur Siedlung Kamerland, die 1350 erstmals erwähnt wurde, gehörten früher auch Lesigfeld (1356) und Brunsholt (1357), bei denen es sich ebenfalls um Straßensiedlungen handelt. Kamerland war bis zum Zusammenschluss mit Grönland und Sommerland im Jahr 1888 eine selbständige Ortschaft.

#### Siethwende
Siethwende ist nach einem ergänzenden (sitwendige) Deich benannt, der um 1300 von Holländern angelegt wurde, um vor dem Wasser des benachbarten Moors zu schützen. Der als Weg genutzte Deich bildete die Grenze zwischen dem Kirchspiel Süderau und dem Königsmoor.
Die Marschbahn von Hamburg-Altona nach Westerland führt durch das Gebiet der Gemeinde Sommerland. 1845 wurde in Siethwende ein Bahnhof gebaut.
Nach dem Zweiten Weltkrieg hat besonders der Ortsteil Siethwende viele Flüchtlinge aufgenommen. Ihre Zahl überstieg zeitweise die der einheimischen Bevölkerung um fast das Doppelte.

## Geschichte
Die sehr fruchtbare Elbmarsch war lange unzugänglich und von Hochwassern bedroht, wurde jedoch von Horst aus bewirtschaftet, das auf einer Geestinsel höher gelegen ist. Da das Land nur im Sommer nutzbar war, entstand der Flurname Sommerland. Einige Ortsnamen sind auch holländischen Ursprungs, da die Holländer am Deichbau beteiligt waren. Ein großer Teil der Gemeindefläche war über lange Zeit schaumburgische Exklave in Holstein und unterstand bis 1470, zum Teil sogar bis Mitte des 17. Jahrhunderts, hollischem (holländischem) Recht.
Die Gemeinde besteht in ihrer heutigen Form seit 1888. Nach dem Zweiten Weltkrieg entstand im Gemeindegebiet ein Lager für Heimatvertriebene und ausgebombte Hamburger, in dem bis zu 255 Personen wohnten.

## Politik

### Gemeindevertretung
Von den neun Sitzen in der Gemeindevertretung hat die Wählergemeinschaft KWS seit der Kommunalwahl 2023 vier Sitze, die CDU drei und die Grünen haben zwei Sitze.

### Wappen und Flagge

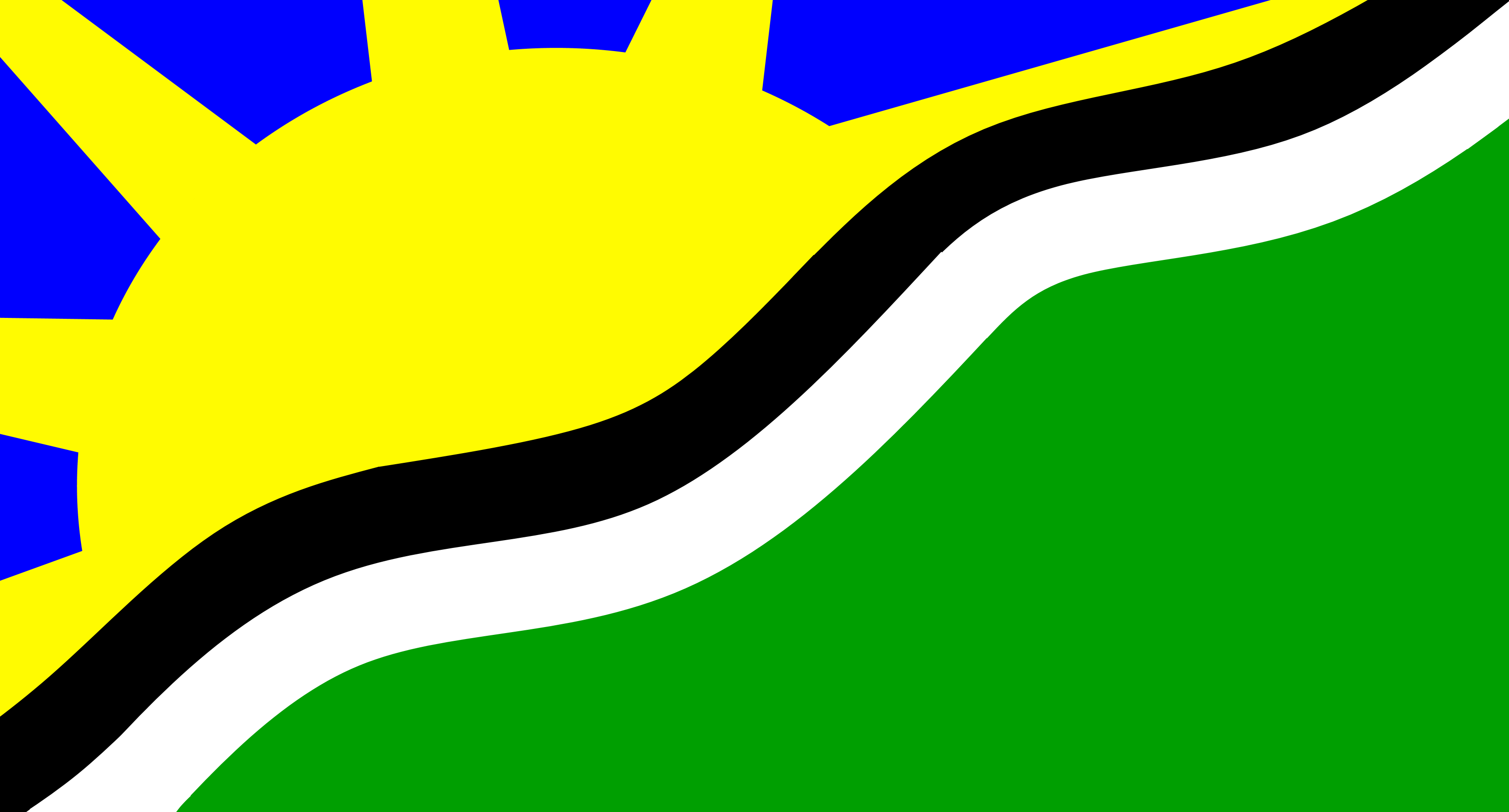
Flagge der Gemeinde Sommerland

Blasonierung: „Schräglinks durch einen schmalen schwarzen und einen silbernen Wellenbalken in Blau und Grün geteilt, oben an der Teilung eine wachsende goldene Sonne mit neun den Schildrand und die Teilung anstoßenden Strahlen.“
Flaggenbeschreibung: „Schräglinks durch je einen schmalen schwarzen und weißen gewellten Streifen in Blau und Grün geteilt, oben die Figur des Gemeindewappens von der Mitte zur Stange versetzt in flaggengerechter Tinktur.“

### Partnerschaft
Seit 1992 besteht eine Partnerschaft mit Landin in der Gemeinde Kotzen im Landkreis Havelland (Brandenburg).

## Kulturdenkmale
→ Liste der Kulturdenkmale in Sommerland

## Wirtschaft und Verkehr
Die Wirtschaft in der Gemeinde Sommerland ist stark von der Urproduktion der Landwirtschaft geprägt. Zu Beginn des 21. Jahrhunderts waren insgesamt 34 landwirtschaftliche Betriebe aktiv; die genutzte landwirtschaftliche Fläche betrug 1832 ha.
Nordöstlich verläuft die Bundesautobahn 23 von Elmshorn nach Itzehoe. Das Gemeindegebiet selbst wird von mehreren schleswig-holsteinischen Landesstraßen durchzogen (L 118, L 166 und L 168). Nach derzeitiger Planung ist vorgesehen, die in Planung befindliche Trasse der sogenannten Küstenautobahn (A 20) durch das Gemeindegebiet zu führen.
Durch das Gemeindegebiet verläuft die Trasse der Marschbahn. Der am nächsten gelegene Halt befindet sich im Nachbarort Herzhorn.

## Söhne und Töchter der Gemeinde
- Hans-Jürgen Langholz (1935–2024), Agrarwissenschaftler und Hochschullehrer für Tierzucht und Produktkunde